# دومینیکا میسترسکا
دومینیکا میسترسکا (لهستانی: Dominika Misterska؛ زادهٔ ۲۰ ژوئیهٔ ۱۹۷۹) وزنه‌بردار زن اهل لهستان است.
وی در مسابقات کشوری و بین‌المللی در مجموع برندهٔ ۱ مدال نقره، ۱ مدال برنز شده‌است.